# Erika Waardenburg
Erika Waardenburg (Veenendaal, 1953) is een Nederlands harpiste. 

## Opleiding
Op 4-jarige leeftijd hoorde Waardenburg Rosa Spier spelen op de radio, waardoor ze ook harp wilde gaan spelen. Haar ouders zagen dat niet zitten, ze zagen liever dat ze piano ging spelen, ze kreeg daarin nog les. Erika hield vast aan de harp. Ze studeerde vanaf haar twaalfde tien jaar lang bij  Edward Witsenburg (een kennis van haar pianolerares); de eerste vier jaar privé en vervolgens aan het Utrechts Conservatorium; ze was een tijd lang de enige leerling op harp. Tijdens die middelbare schoolperiode woonde ze in Baarn met een opleiding aan het lyceum aldaar. Er kwam een vervolgstudie aan het Koninklijk Conservatorium in Brussel  bij Susanna Mildonian. Ze studeerde cum laude af met de Premier Prix en de Prix d’Exellence (de hoogste onderscheidingen).  Ze trok een tijdlang muzikaal op met fluitist Dieks Visser.

## Prijzen en onderscheidingen
Toen ze 23 was won ze het Internationale Gaudeamus concours voor hedendaagse muziek en in 1977 de Vriendenkrans van het Concertgebouw in Amsterdam. Sinds 2018 is ze ridder in de Orde van Oranje-Nassau. 

## Activiteiten
Waardenburg geeft recitals en is actief als soliste bij orkesten, in Nederland en daarbuiten. Ze speelde onder andere bij de uitvaart van Prinses Juliana in 2004. Van enkele optredens werden opnames gemaakt voor radio en televisie. Ze nam enkele cd's op. Ze soleerde in concerten voor harp en orkest onder leiding van onder anderen David Porcelijn, Graham Jenkins en Ernest Bour. Ze vormt duo's met de violiste Theodora Geraets en met hoboïst met Ernest Rombout, een trio met fluit en altviool met respectievelijk Harrie Starreveld en Jouke van der Leest, en ze speelt verder in het Leo Smit Ensemble, het Nederlands Harpsextet en het Xenakis Ensemble. 
Ze is hoofdvakdocent harp aan het Utrechts Conservatorium en het Conservatorium van Amsterdam. Ze is gastdocent aan de Sibeliusacademie in Helsinki. Masterclasses geeft ze onder andere bij het Mozarteum in Salzburg en de Royal Academy of Music in Londen. Ze richtte een jong-talentklas op en ze is medeoprichter en artistiek directeur van de Academie Muzikaal Talent.